# Diocesi di Oliva
La diocesi di Oliva (in latino Dioecesis Olivensis) è una sede soppressa e sede titolare della Chiesa cattolica.

## Storia
Oliva, identificabile con le rovine di Drâa-El-Arba o di Tala Mellal nell'odierna Algeria, è un'antica sede episcopale della provincia romana della Mauritania Sitifense.
Unico vescovo conosciuto è il cattolico Lucio, che prese parte alla conferenza di Cartagine del 411, che vide riuniti assieme i vescovi cattolici e donatisti dell'Africa romana. La sede in quell'occasione non aveva vescovi donatisti.
Dal 1933 Oliva è annoverata tra le sedi vescovili titolari della Chiesa cattolica; la sede è vacante dal 27 giugno 2025.

## Cronotassi

### Vescovi residenti
- Lucio † (menzionato nel 411)

### Vescovi titolari
- Joseph Martin, M.Afr. † (14 luglio 1949 - 10 novembre 1959 nominato vescovo di Ngozi)
- Theotonius Amal Ganguly, C.S.C. † (3 settembre 1960 - 6 luglio 1965 nominato arcivescovo coadiutore di Dacca)
- Frank Marcus Fernando † (6 luglio 1965 - 27 dicembre 1972 succeduto vescovo di Chilaw)
- Wilton Daniel Gregory (18 ottobre 1983 - 29 dicembre 1993 nominato vescovo di Belleville)
- Joseph Martin Sartoris † (8 febbraio 1994 - 27 giugno 2025 deceduto)